# Valent Sinković
Valent Sinković, hrvaški veslač, * 2. avgust 1988 Zagreb, SR Hrvaška, SFRJ. 
Je starejši brat veslača Martina Sinkovića, s katerim je na poletnih olimpijskih igrah leta 2016 v Riu osvojil zlato medaljo v moškem dvojnem dvojcu. Pred tem je na poletnih olimpijskih igrah leta 2012 z bratom Davidom Šainom in Damirjem Martinom osvojil srebro v moškem četvercu. 
Brata Sinković sta bila prva moška dvojna ekipa, ki je za čas dirke odšla pod 6 minut.
Sinković je za bratoma Matijo in Martinom sledil veslanju, potem ko ga je poškodba ustavila pri igranju nogometa. Martin in Valent skupaj tekmujeta na mednarodni ravni od leta 2008. Leta 2008 so na svetovnem prvenstvu v dvojnem dvojcu osvojili srebrno medaljo. Leta 2009 so skupaj z Davidom Šainom in Damirjem Martinom osvojili zlato v četvercu na svetovnem prvenstvu.
Valent je odstopil iz sezone leta 2015 zaradi poškodbe rebra, kar pomeni, da sta brata Sinković zamudila evropsko prvenstvo.